# Francis Moore
Francis Moore (né le 29 octobre 1900 à Port Colborne et mort le 21 janvier 1976) est un joueur canadien de hockey sur glace. Lors des Jeux olympiques d'hiver de 1936, il remporte la médaille d'argent.

## Palmarès
- Médaille d'argent aux Jeux olympiques de Garmisch-Partenkirchen en 1936